# Maria Krystyna Wettyn (1770–1851)
Maria Krystyna Wettyn, właśc. Maria Krystyna Albertyna Karolina Wettyn (ur. 7 grudnia 1770 w Dreźnie, zm. 24 listopada 1851 w Paryżu) – księżniczka saksońska i kurlandzka z dynastii Wettynów, księżna Carignano jako żona księcia Karola Emanuela z dynastii sabaudzkiej, matka króla Sardynii Karola Alberta oraz babka pierwszego władcy zjednoczonych Włoch – króla Wiktora Emanuela II.
Jedyne dziecko królewicza polsko-saskiego, a w latach 1758-1763 księcia Kurlandii i Semigalii, Karola Krystiana (ur. 1733, zm. 1796) i polskiej szlachcianki Franciszki Krasińskiej herbu Ślepowron, córki starosty nowomiejskiego Stanisława i Anieli Humięckiej. Ze strony ojca była wnuczką księcia elektora Saksonii i króla Polski Augusta III i jego żony, arcyksiężniczki Marii Józefy z dynastii Habsburgów.
W 1797 wydana za mąż za księcia Karola Emanuela Savoy-Carignano (ur. 24 października 1770 w Turynie, zm. 16 sierpnia 1800 w Paryżu), z którym miała dwoje dzieci:
- Karol Albert (ur. 29 października 1798 w Paryżu, zm. 28 lipca 1849 w Oporto), żonaty z księżniczką toskańską Marią Teresą z dynastii habsbursko-lotaryńskiej,
- Maria Elżbieta (ur. 13 kwietnia 1800 w Paryżu, zm. 25 grudnia 1856 w Bozen, żona arcyksięcia austriackiego Rajnera Józefa z dynastii habsbursko-lotaryńskiej.

Po śmierci pierwszego męża wyszła ponownie za mąż w 1816 za Jules'a Maximilien'a Thibaut księcia de Montléart (ur. 1787 w Paryżu, zm. 18 października 1865 w Paryżu). Miała z nim pięcioro dzieci:
- Jules Maurice de Montléart[4] (28 listopada 1807 – 16 marca 1887),
- Louise Bathilde de Montléart (20 stycznia 1809 – 1823),
- Berthe Maria de Montléart (1811–1831),
- Frédérique Auguste Marie Xavérine Cunégonde Julie de Montléart (24 grudnia 1823 – 30 marca 1885 w Krzyszkowicach, śmiercią samobójczą).
- Marguerite Julia de Montléart (1822–1832)

## Rodowód
| Maria Krystyna Saksońska | Ojciec: Karol Krystian Kurlandzki | Dziadek po mieczu: August III król Polski, Fryderyk August II Saksoński | Pradziadek po mieczu: August II król Polski, Fryderyk August I Saksoński | Prapradziadek po mieczu: Jan Jerzy III Wettyn          |
| Maria Krystyna Saksońska | Ojciec: Karol Krystian Kurlandzki | Dziadek po mieczu: August III król Polski, Fryderyk August II Saksoński | Pradziadek po mieczu: August II król Polski, Fryderyk August I Saksoński | Praprababcia po mieczu: Anna Zofia Oldenburg           |
| Maria Krystyna Saksońska | Ojciec: Karol Krystian Kurlandzki | Dziadek po mieczu: August III król Polski, Fryderyk August II Saksoński | Prababcia po mieczu: Krystyna Eberhardyna Hohenzollernówna               | Prapradziadek po mieczu: Krystian Ernest Bayreuck      |
| Maria Krystyna Saksońska | Ojciec: Karol Krystian Kurlandzki | Dziadek po mieczu: August III król Polski, Fryderyk August II Saksoński | Prababcia po mieczu: Krystyna Eberhardyna Hohenzollernówna               | Praprababcia po mieczu: Zofia Luiza Wirtemberska       |
| Maria Krystyna Saksońska | Ojciec: Karol Krystian Kurlandzki | Babcia po mieczu: Maria Józefa Habsburżanka                             | Pradziadek po mieczu: Józef I Habsburg                                   | Prapradziadek po mieczu: Leopold I Habsburg            |
| Maria Krystyna Saksońska | Ojciec: Karol Krystian Kurlandzki | Babcia po mieczu: Maria Józefa Habsburżanka                             | Pradziadek po mieczu: Józef I Habsburg                                   | Praprababcia po mieczu: Małgorzata Teresa Habsburżanka |
| Maria Krystyna Saksońska | Ojciec: Karol Krystian Kurlandzki | Babcia po mieczu: Maria Józefa Habsburżanka                             | Prababcia po mieczu: Wilhelmina Amalia Brunszwicka                       | Prapradziadek po mieczu: Jan Fryderyk Brunszwicki      |
| Maria Krystyna Saksońska | Ojciec: Karol Krystian Kurlandzki | Babcia po mieczu: Maria Józefa Habsburżanka                             | Prababcia po mieczu: Wilhelmina Amalia Brunszwicka                       | Praprababcia po mieczu: Benedykta Wittelsbach          |
| Maria Krystyna Saksońska | Matka: Franciszka Krasińska       | Dziadek po kądzieli: Stanisław Krasiński                                | Pradziadek po kądzielii: Aleksander Krasiński                            | Prapradziadek po kądzieli: Mikołaj Jan Krasiński       |
| Maria Krystyna Saksońska | Matka: Franciszka Krasińska       | Dziadek po kądzieli: Stanisław Krasiński                                | Pradziadek po kądzielii: Aleksander Krasiński                            | Praprababcia po kądzieli: Zofia Katarzyna Derszniak    |
| Maria Krystyna Saksońska | Matka: Franciszka Krasińska       | Dziadek po kądzieli: Stanisław Krasiński                                | Prababcia po kądzieli: Salomea Trzcińska                                 | Prapradziadek po kądzieli: ?                           |
| Maria Krystyna Saksońska | Matka: Franciszka Krasińska       | Dziadek po kądzieli: Stanisław Krasiński                                | Prababcia po kądzieli: Salomea Trzcińska                                 | Praprababcia po kądzieli: ?                            |
| Maria Krystyna Saksońska | Matka: Franciszka Krasińska       | Babcia po kądzieli: Aniela Humiecka                                     | Pradziadek po kądzielii: Stefan Humiecki                                 | Prapradziadek po kądzieli: Wojciech Humiecki           |
| Maria Krystyna Saksońska | Matka: Franciszka Krasińska       | Babcia po kądzieli: Aniela Humiecka                                     | Pradziadek po kądzielii: Stefan Humiecki                                 | Praprababcia po kądzieli: Izabela Kątska               |
| Maria Krystyna Saksońska | Matka: Franciszka Krasińska       | Babcia po kądzieli: Aniela Humiecka                                     | Prababcia po kądzieli: Katarzyna Krosnowska                              | Prapradziadek po kądzieli: ?                           |
| Maria Krystyna Saksońska | Matka: Franciszka Krasińska       | Babcia po kądzieli: Aniela Humiecka                                     | Prababcia po kądzieli: Katarzyna Krosnowska                              | Praprababcia po kądzieli: ?                            |